# بنتول
البُنْتُول جنس حوَينات بحرية من المزهاريات وفصيلة البنتوليات. أنواعه المعروفة عديدة أعطانها بحار البلاد الحارة والمعتدلة. جميعها شبه اسطوانية الشكل متباينة الألوان. أشهر أنواعها البنتول الأشهب.